# Polyalthia asteriella
Polyalthia asteriella är en kirimojaväxtart som beskrevs av Henry Nicholas Ridley. Polyalthia asteriella ingår i släktet Polyalthia och familjen kirimojaväxter. Inga underarter finns listade i Catalogue of Life.